# Opanara caliculata
Opanara caliculata é uma espécie de gastrópode da família Charopidae.
É endémica de Polinésia Francesa.